# Staurogyne densifolia
Staurogyne densifolia är en akantusväxtart som beskrevs av Cornelis Eliza Bertus Bremekamp. Staurogyne densifolia ingår i släktet Staurogyne och familjen akantusväxter. Inga underarter finns listade i Catalogue of Life.